# Терезіанум
Відкрита гімназія фонду «Терезіанська академія»; скорочено «Терезіанум» (нім. Das Öffentliche Gymnasium der Stiftung Theresianische Akademie; нім. Theresianum) — приватна школа, розташована у місті Відень, район Віден, Фаворитенштрассе (нім. Favoritenstraße), 15.

## Історія
Історія заснування цього, одного з найпрестижніших австрійських навчальних закладів, почалася в 1746 році, коли Марія-Терезія продала єзуїтам «Замок Фаворита» (стиль — бароко) за умови відкриття там лицарської школи-академії для шляхетних юнаків. Основним завданням було визначено виховання освічених чиновників та дипломатів.
1783 року імператор Йосиф II ліквідував усі лицарські академії, зокрема й «Терезіанум». Проте вже 1797 року Франц II схвалив відновлення діяльності «Терезіануму» під опікою оо. піярів. Фасад будівлі було реконструйовано в стилі класицизм.
Після революції 1848 року цісар Франц Йосиф I розширив перелік категорій дітей, які мають право навчатись у цьому закладі.
У 1938 році, після аншлюсу, діяльність академії була припинена, а у будинку відкрили націонал-політичний навчально-виховний заклад.
1955 року було прийнято Декларацію про незалежність Австрії. Все майно було повернуто фонду. Уже 1957 року навчальний процес був відновлений.
Тільки з 1989 року в «Терезіанум» почали приймати й дівчат.
У навчальному закладі працював Штефан Вольф. У першій половині XIX сторіччя на прохання Франца Йосипа I він переїхав до Чернівців, щоб очолити цісарсько-королівську гімназію (нині школа № 1).

## Сучасність
Сучасний «Терезіанум», продовжуючи традиції елітного навчального закладу, постійно удосконалює навчальний процес. При цьому намагається досягти практично університетського рівня. Поряд із загальноосвітніми дисциплінами, особлива увага приділяється на вивчення іноземних мов.
До обов'язкових предметів віднесено: математику, німецьку, англійську, французьку, російську мови та латину. Факультативно викладаються спортивні дисципліни, мистецтво, творчість, музика, інформаційні та комунікаційні технології, економіка.
Особливий акцент робиться на вихованню у «терезіанців» гарних манер.
Площа шкільної території становить близько 5 га, включає: велике футбольне поле, плавальний басейн, тенісний корт, легкоатлетичні доріжки, два малих футбольних, два волейбольних та один баскетбольний майданчики, старий (малий) та новий (великий) спортивні зали.
Нині в «Терезіанумі» навчаються майже 800 осіб. Багато слухачів приїжджі (не тільки з австрійських земель, а й з-за кордону). До їх послуг — інтернат.
Набір викладачів проводиться керівництвом гімназії спільно з Віденською радою з питань освіти.
З 2011 року на базі «Терезіанума» відкрито дитячий садок та восьмирічну школу.

## Відомі випускники
- Йозеф Радецький
- Йосип Єлачич
- Карл Люгер
- Альфонс XII
- Костянтин Їречек
- Клеменс фон Пірке
- Йозеф Шумпетер
- Ріхард Ніколас Куденгофе-Калерґі
- Ернст Ґомбріх
- Макс Фердинанд Перуц
- Дімітріс Друцас
- Аббас II
- Петер Альтенберг
- Казімеж Твардовський
- Аурел фон Ончул
- Петер Альтенберг
- Микола Василько — (видатний український політик та дипломат)

## Галерея

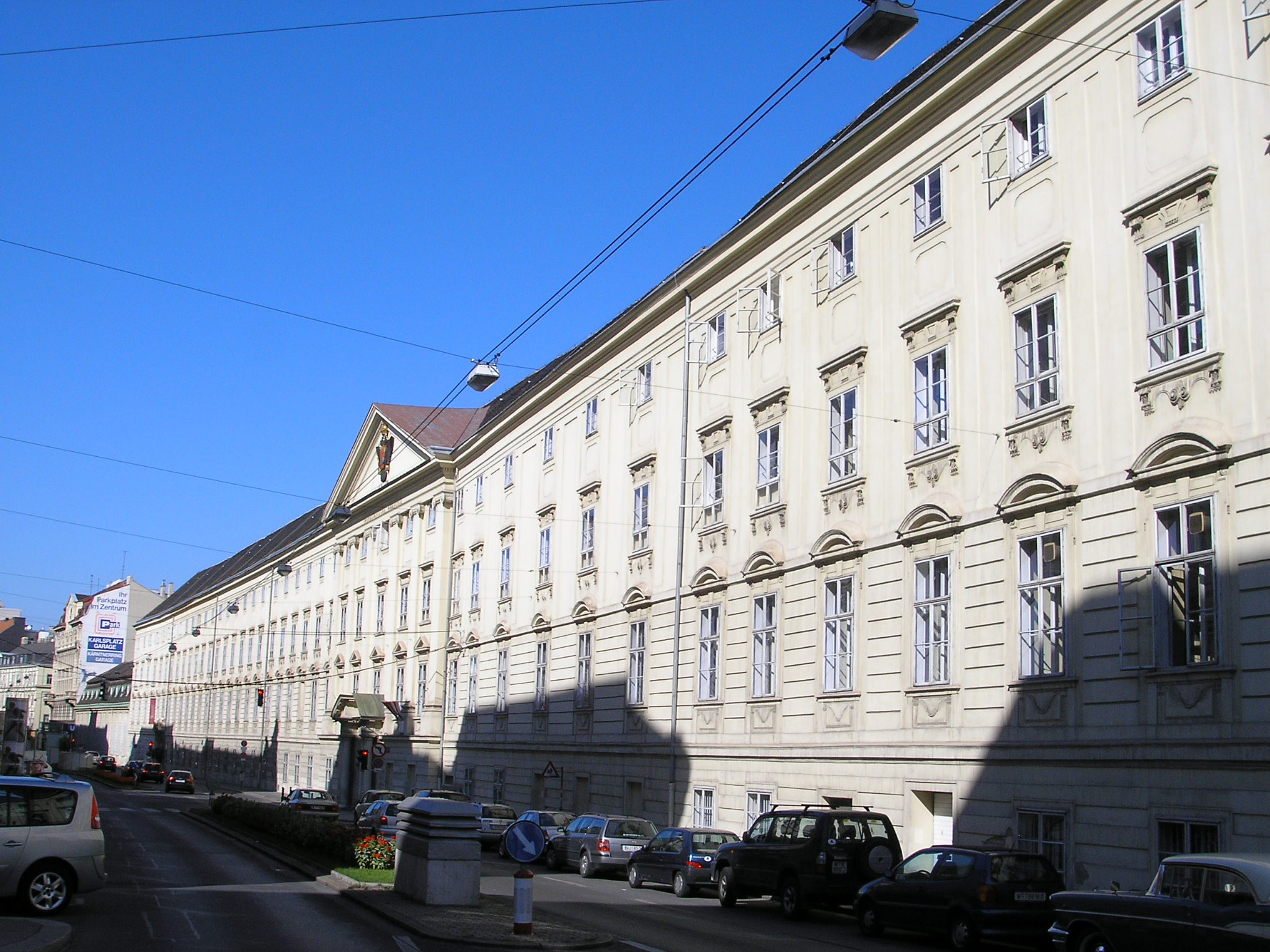
Головний корпус «Терезіанум»
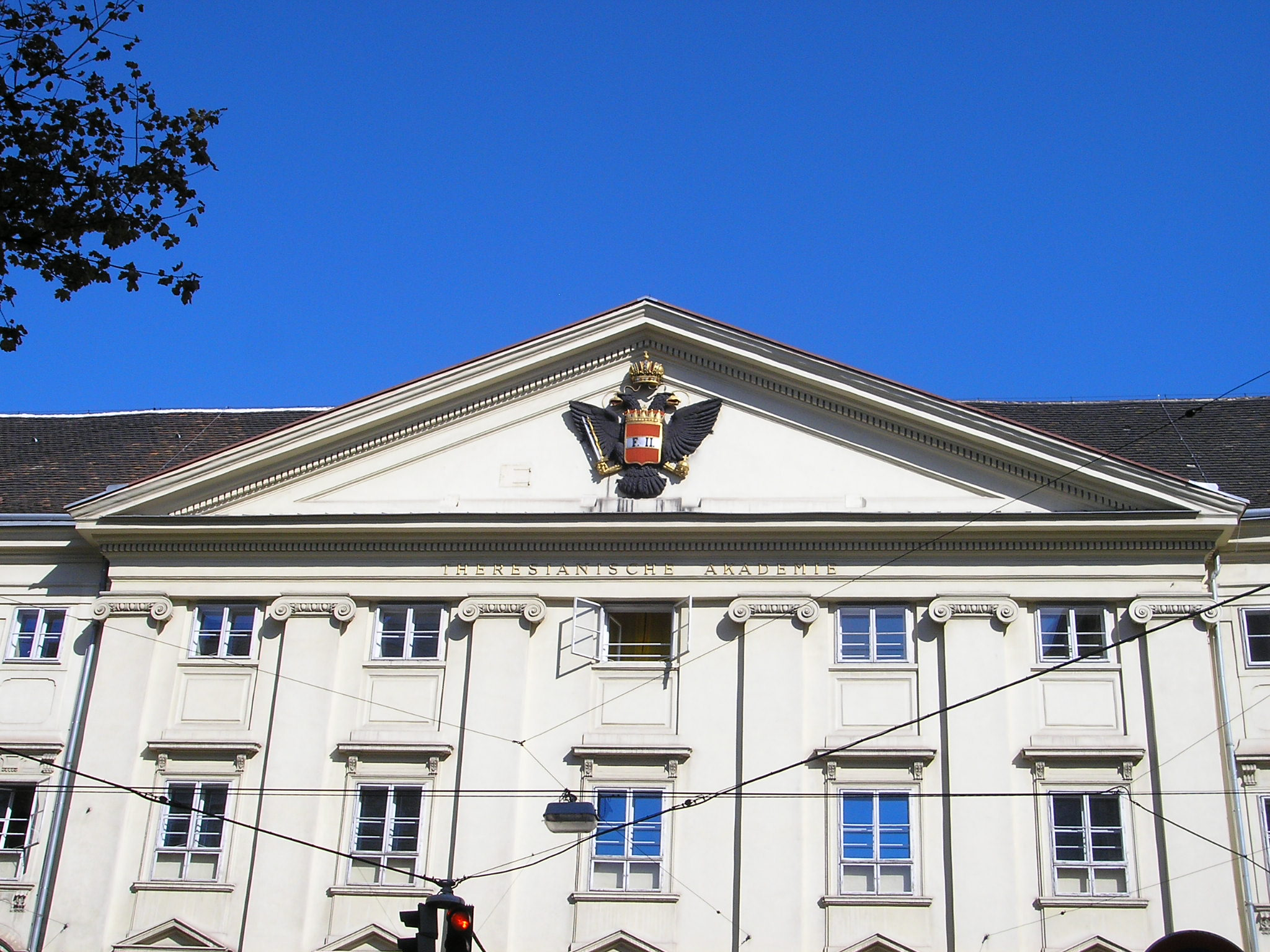
Фронтон з австрійським гербом Франц I
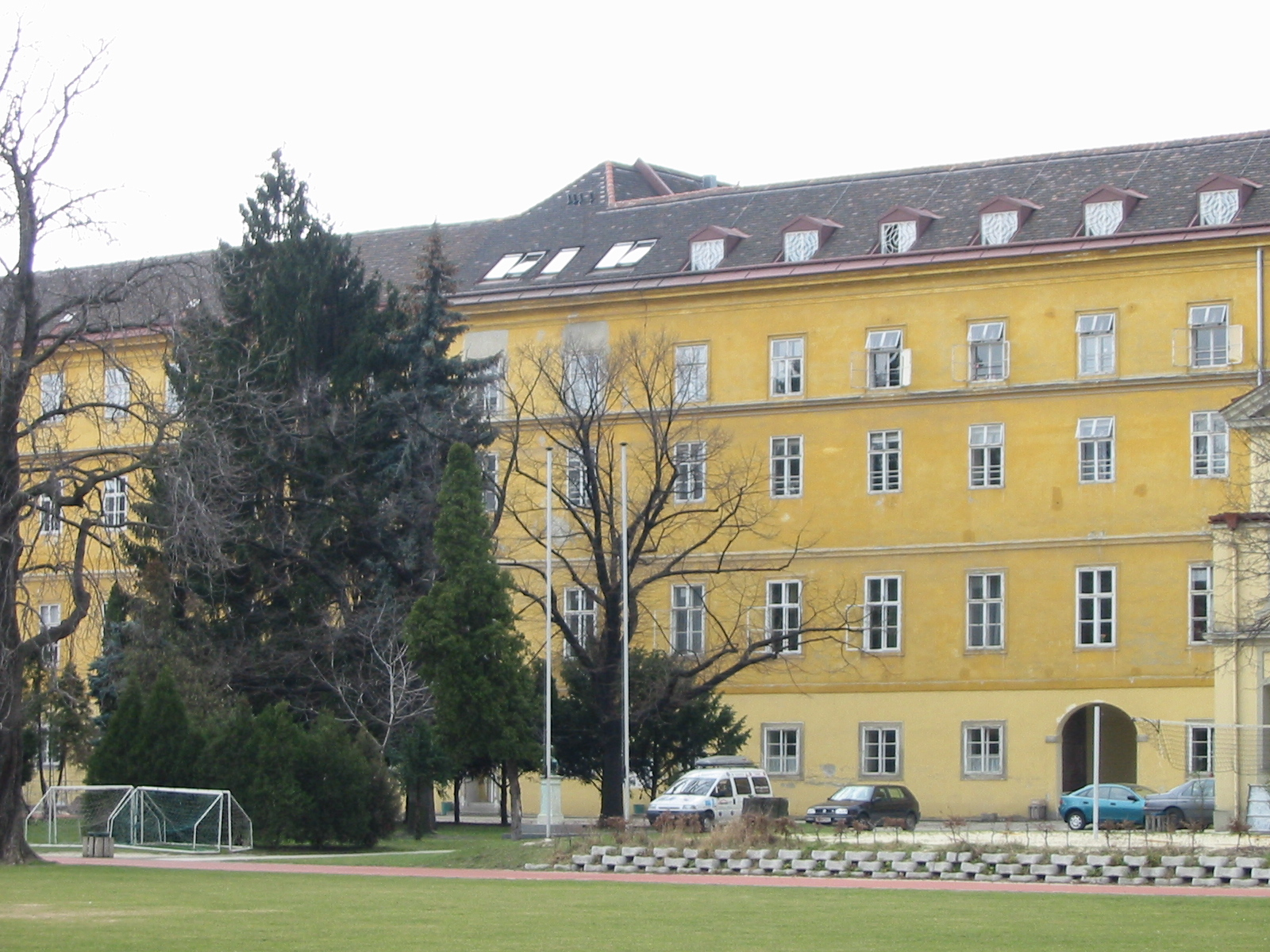
«Терезіанум» зі сторони парку
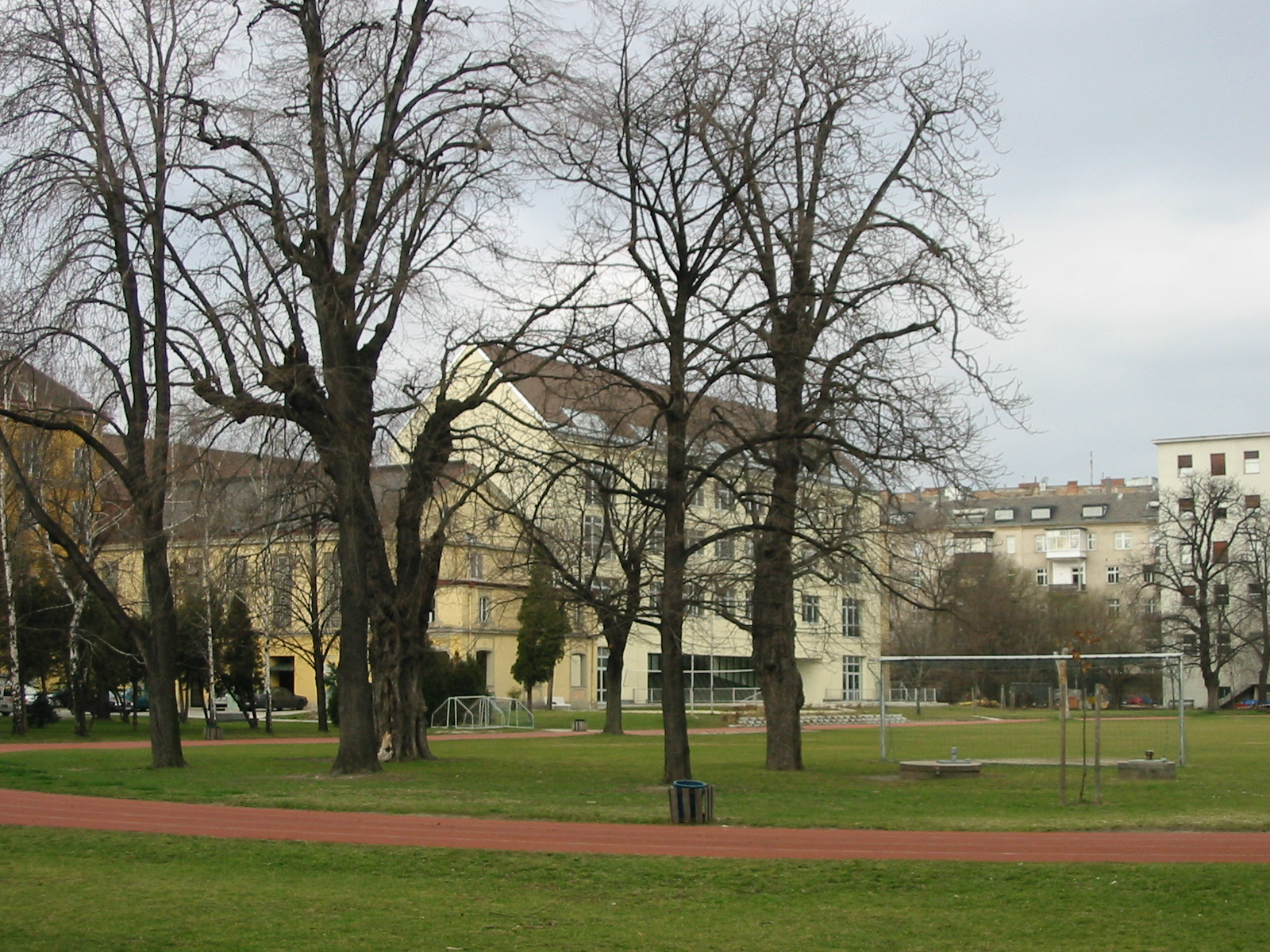
Шкільний парк